# Ogledalce
Ogledalce je prvi studijski album Jelene Karleuše. Izdala ga je izdavačka kuća Diskos 24. travnja 1995. godine. Album je prodan u nakladi od 100 000 primjeraka.

## Pozadina
Godine 1995., kada je Jelena imala 16 godina, htjela je postati pjevačica. U vrijeme inflacije i raspada SFRJ, Jelenina majka, Divna, posudila je novac od pjevačice Dragane Mirković za album.

## Popis pjesama
| Br. | Skladba                | Trajanje |
| --- | ---------------------- | -------- |
| 1.  | »Ogledalce«            | 3:36     |
| 2.  | »Gde smo pogrešili mi« | 3:07     |
| 3.  | »Biću tvoja«           | 3:30     |
| 4.  | »Da mi nisi drag«      | 3:22     |
| 5.  | »Najbolja drugarice«   | 3:16     |
| 6.  | »Lagao si, lagao«      | 3:14     |
| 7.  | »Suze devojačke«       | 3:39     |
| 8.  | »Dala sam ti noć«      | 3:01     |

## Izdanja
| Regija         | Datum | Format(i)  | Izdavač |
| -------------- | ----- | ---------- | ------- |
| SR Jugoslavija | 1995. | kaseta, LP | Diskos  |
| Europa         | 1995. | kaseta     | Pelex   |
| Bugarska       | 1996. | kaseta     | Payner  |